# Nigerska žirafa
Nigerska ili zapadnoafrička žirafa (lat. Giraffa camelopardalis peralta) jedna je od 9 podvrsta žirafe. Ima svjetlije mrlje u odnosu na druge podvrste. Nekad je naseljavala Sahel u Zapadnoj Africi, od Senegala do Kameruna. Danas se mali broj ovih žirafa održao samo na jugozapadu Nigera, u dolini rijeke Niger.
Prije Drugog svjetskog rata, u vrijeme europskih kolonijalnih uprava, nigerska žirafa obitavala je diljem Sahelu i savanama Zapadne Afrike. Rast stanovništva, koji uključuje intenzivnije poljodjelstvo i lov, niz dramatičnih suša od kraja 19. stoljeća i uništavanje okoliša doprinijeli su njihovom dramatičnom padu. 
U Nigeru, žirafe najviše obitavaju u regiji Agadez. Stada nigerskih žirafa redovito putuju i u druge regije, kao i cijelom dolinom rijeke Niger. Suša je pogodila to područje i u 1980-im i 1990.-im, pa je 1991. bilo manje od 100 žirafa, s najvećim stadom u zapadnom regiji Dosso s manje od 50 žirafa.
Godine 2007., procijenjeno je, da je ostalo 175 jedinki nigerske žirafe.